# Wilfred Ndidi
Onyinye Wilfred Ndidi (født 16. december 1996 i Lagos, Nigeria), er en nigeriansk fodboldspiller (midtbane). Han spiller for Besiktas i Tyrkiet.

## Klubkarriere
Ndidi spillede sine første år som seniorspiller hos KRC Genk i den belgiske liga. I januar 2017 blev han solgt for en pris på 17 millioner britiske pund til de regerende engelske mestre, Leicester City.

## Landshold
Ndidi har (pr. juni 2018) spillet 16 kampe for det nigerianske landshold. Han var med i den nigerianske trup til VM 2018 i Rusland.